# 新井ゆたか
新井 ゆたか（あらい ゆたか、1962年9月14日 - ）は、日本の農林水産官僚。第7代消費者庁長官。
農林水産省本省初の女性局長。女性初の農林水産審議官（同省の次官級ポストに女性が就任するのは初）。

## 人物
長野県長野市芋井出身。長野県長野高等学校を卒業。実家は山寺で、父は住職兼高校の国語教師。
東京大学法学部卒業。1987年、農林水産省入省。ハーバード大学国際問題研究所研究員を歴任。クリスティーナ・デイビス（ハーバード大学日米関係プログラム所長）と交友を深める。
ミートホープや赤福餅、船場吉兆など食品偽装問題が相次いだことを受け、2008年、初の著書『食品偽装 起こさないためのケーススタディ』 （ぎょうせい）を刊行。
2015年、山梨県副知事に就任。同県副知事に女性が就任するのは史上初。
2017年、後任副知事に同じく農林水産省出身の女性官僚柵木環を据え、農林水産省に復帰。農林水産省大臣官房輸出促進審議官を歴任。
2018年、食料産業局長に就任。農林水産省本省局長に女性が就任するのは史上初。
- 農産物の輸出拡大に尽力[6][7]。
- 築地市場移転問題に関し、2018年10月の豊洲市場開場を担当。

2019年4月、消費・安全局長に就任。
- 家畜伝染病豚熱（豚コレラ）の蔓延防止を主導[8][9][10][11][12]。

2021年6月、農林水産審議官に就任。同省の次官級ポストに女性が就任するのは史上初。菅義偉内閣の女性登用の幹部人事の目玉として注目を集めた。
- 東京電力福島第一原子力発電所事故に伴い諸外国が導入した被災地食品の規制撤廃に向けて各国と交渉を行い、米国の規制撤廃に関与。

2022年7月、第7代消費者庁長官に就任。
- 旧統一教会問題を契機として導入された不当寄附勧誘防止法の立法に尽力[15]。
- 2023年8月、ビッグモーターの保険金不正請求問題を巡り、同社に公益通報者保護法に基づく報告を要請。同法に基づく報告要請は初[16]。
- 2023年10月、ステルスマーケティング（ステマ）取り締まり強化のため、専用の通報窓口を設置。
- 2024年、小林製薬の紅麹原料を含む機能性表示食品の健康被害問題を受け、機能性表示食品及び特定保健用食品を摂取しての健康被害と疑われると医師が診断した場合、事業者による報告を義務化[17]。
- 2025年6月、兵庫県庁内部告発文書問題を受け、告発者保護を強化する公益通報者保護法の改正に尽力。
- 食品表示基準の改正で食物アレルギーの特定原材料としてくるみの表示を義務化。2025年中にカシューナッツの表示を義務化。

## 略歴
- 1987年3月 東京大学法学部卒業
- 1987年4月 農林水産省採用  農蚕園芸局総務課
- 1993年3月 東京大学大学院法学政治学研究科修士課程修了
- 1994年4月 経済局国際部国際経済課課長補佐（GATT企画班担当）
- 1995年4月 経済局国際部国際経済課課長補佐（協定企画班担当）
- 1996年1月 経済局国際部国際経済課課長補佐（総括及び総務班担当）
- 1997年6月 経済局国際部技術協力課海外技術協力官
- 1998年9月 構造改善局農政部農業経営課課長補佐（企画班担当）
- 1999年4月 構造改善局農政部農業経営課農業者年金調整官
- 2000年4月 構造改善局総務課課長補佐（国際対策）
- 2000年7月 大臣官房文書課付（併）内閣官房内閣内政審議室（併）中央省庁等改革推進本部事務局参事官補佐（～2001年6月）
- 2001年1月 （併）内閣官房副長官補付
- 2001年8月 農林水産技術会議事務局総務課課長補佐（総括）
- 2003年8月 生産局総務課調査官
- 2004年1月 林野庁林政部林政課調査官（併）林野庁林政部木材課
- 2004年7月 林野庁森林整備部計画課森林総合利用・山村振興室長
- 2005年7月 大臣官房国際部国際調整課国際調整官
- 2005年10月 大臣官房企画評価課政策研究管理官
- 2006年10月 消費・安全局表示・規格課長
- 2009年5月 総合食料局食品産業企画課長
- 2011年9月 食料産業局産業連携課長
- 2012年1月 水産庁漁政部企画課長
- 2014年4月 水産庁漁政部漁政課長
- 2015年7月 山梨県副知事 （山梨県初の女性副知事）
- 2017年7月 大臣官房付
- 2017年7月 大臣官房輸出促進審議官（併）食料産業局付(併）内閣官房副長官補付（命）内閣官房農林水産業輸出力強化等推進室室員
- 2018年7月 食料産業局長 （農水省本省初の女性局長）
- 2019年4月 消費・安全局長
- 2021年7月 農林水産審議官 （農水省初の女性の次官級ポスト）
- 2022年7月 第7代消費者庁長官
- 2025年7月 退任

## 著書
- 『食品偽装 起こさないためのケーススタディ』 ぎょうせい、2008年、共著
- 『食品企業のグローバル戦略 成長するアジアを拓く』 ぎょうせい、2010年、編著
- 『食品企業 飛躍の鍵 グローバル化への挑戦』 ぎょうせい、2012年、編著
- 『Next Marketを見据えた食品企業のグローバル戦略』 ぎょうせい、2015年、編著
- 『食品企業2030年、その先へ 海外展開なくして成長なし』 日本食糧新聞社、2022年、編著
- 『食品企業トップが語る経営の羅針盤 企業にのぞむパーパス経営』 日本食糧新聞社、2024年、編著